# Ancient Shadows
Ancient Shadows est le premier album de la chanteuse Priscilla Hernández, sorti en 2006.